# Щербаков Ігор Володимирович
Ігор Володимирович Щербако́в (нар. 19 листопада 1955) — український композитор. Заслужений діяч мистецтв України (1996), Член НСКУ (з 1986), секретар Правління НСКУ (з 1994), 3 1999 — голова Київської організації національної спілки композиторів України, з 2010 — голова Національної спілки композиторів України, Лауреат Національної премії України ім. Т. Шевченка (1999). Член-кореспондент Національної академії мистецтв України (2013), Лауреат Всеукраїнського Фестивалю-конкурсу «Композиторська молодь України» (1990, 1-ша премія). Лауреат Муніципальної премії «Київ» імені Артемія Веделя.

## Біографія
Народився в Дніпропетровську. Закінчив Дніпропетровське музичне училище та Київську державну консерваторію ім. П. І. Чайковського (клас композиції Віталія Кирейка).
Музичний редактор, заступник головного редактора видавництва «Музична Україна» (1985-92) — ініціатор і музичний редактор численних видань класичної та сучасної музики, забутої української спадщини. З 1992 — викладач кафедри композиції та інструментовки Національної музичної академії України ім. П.Чайковського, з 1994 — доцент, з 2003  -професор. Організатор і музичний директор фестивалю «Міжнародний форум музики молодих»(1991–2000), «Музичні прем'єри сезону» (з 2000). Член Національної спілки театральних діячів України (з 2001). Ексклюзивні права на видання творів Ігоря Щербакова у всьому світі, крім України, має видавництво Carl Fischer Music  [Архівовано 10 квітня 2017 у Wayback Machine.] (USA)  [Архівовано 2 травня 2007 у Wayback Machine.]
Ігор Щербаков належить до генерації сучасних українських композиторів, чия творчість і духовна спрямованість сформували обличчя української музики кінця ХХ — початку XXI століть. Творчий стиль композитора відзначає висока духовність, широке семантичне поле музичної образності, особлива енергетична наповненість інтонаційного змісту, медитативність вислову, концепційність музичної драматургії, вишуканість оркестрової палітри, досконале володіння музичною формою.

## Список основних творів

### І. Оперні та оперно-ораторіальні твори:
- «Пастка для Відьми». Дитяча опера на дві дії. Лібрето Г.Конькової та Ф. Млинченка (за мотивами опери К.Стеценка «Івасик-Телесик») (1997)
- «Тарас. Зоряна колискова». Опера-ораторія у 9 частинах. Лібрето І.Мамчура за Б.Стельмахом (1996)
- «Сон». Духовний концерт пам'яті жертв Голодомору на вірші Юрія Плаксюка. У 8 частинах. Для читця, тенора, органа, хору та симфонічного оркестру (2008) [Архівовано 11 квітня 2017 у Wayback Machine.]
- «Заповіт патріарха Йосипа». Ораторія для басу, хору і оркестру (2017)

### ІІ. Оркестрові твори великої форми:
- Симфоніета для великого симфонічного оркестру (1986)
- Концерт № 1 для фортепіано та струнного оркестру (1996) https://soundcloud.com/igor-shcherbakov-1/igor-shcherbakov-concerto-1-for-piano-and-strings
- Концерт № 2 для фортепіано та симфонічного оркестру «Пам'яті Дмитра Шостаковича» (2006) https://youtu.be/ZO5uoptoS_M
- Концерт № 3 для фортепіано та симфонічного оркестру (замовлення Міністерства культури і національної спадщини Польщі) (2013) https://soundcloud.com/igor-shcherbakov-1/igor-shcherbakov-p-noconcerto
- «Баркарола» для фортепіано з оркестром (2005) https://youtu.be/1LGu5HrUO24
- «Liebestod» для великого симфонічного оркестру (2004)
- «Azaleas Songs» («Пісні азалій»)для сопрано та великого симфонічного оркестру на вірш Кіма Соволя «Азалії» (1 частини- в українському перекладі Івана Бондаренка, 2-га частина — в оригіналі, корейською мовою, 3-тя частина — в англійському перекладі Девіда МакКейна)http://www.youtube.com/watch?v=_P-2yjnV47U
- "Піснь про пісню, або WARUM? без відповіді"  для великого симфонічного оркестру (2011)
- Концерт для флейти з оркестром «Пам'яті Олега Киви» (2008) https://soundcloud.com/igor-shcherbakov-1/flute-concerto-all-parts
- Елегія «Плач мовчазного Майдану». Для сопрано та симфонічного оркестру на тексти з листів блаженного Омеляна Ковча (замовлення Міністерства культури і національної спадщини Польщі). До 70 річчя звільнення концтабору Майданек (2015) https://www.facebook.com/igor.shcherbakov.9/videos/1223285501035420/
- "Motus"/«Рухи» для фортепіано з оркестром. На згадку про Романа Стельмащука  (2017) https://www.facebook.com/igor.shcherbakov.9/videos/1581207138576586/
- Камерна симфонія № 1"Покаянний стих" для скрипки та струнного оркестру (1989) https://soundcloud.com/igor-shcherbakov-1/igor-shcherbakov-penitential
- Камерна симфонія № 2 «Aria Passione-1». (1992)
- Камерна симфонія № 3 «Aria Passione-2» для альта та камерного оркестру (2000)
- Камерна симфонія № 4 «Dreamstrings». (2001)
- Камерна симфонія № 5 «Warum?». (2002)  [Архівовано 11 квітня 2017 у Wayback Machine.]1.https://youtu.be/MR7zGydZVwY
- “STABAT MATER”  для мішаного хору з оркестром (2013)
- Сюїта з музики до спектаклю «Міщанин-шляхтич» для камерного оркестру (2015)
- «Пісні Бураго». Камерна кантата для сопрано з оркестром на вірші Д. Бураго (2016)
- "Елегія-спомин" для віолончелі з оркестром (2016)

### ІІІ. Хорові твори великої форми:
- «Ознака Вічності». Кантата для мішаного хору a cappella на вірші Л.Костенко(1988)
- «Ave Maria». Для мішаного хору та симфонічного оркестру. Тексти канонічні (1998)
- «Stabat Mater». Кантата для жіночого хору. Тексти канонічні (1994) https://youtu.be/Cs8HYLAil6A
- «Православний хоровий Концерт пам'яті Сергія Рахманінова». Для мішаного хору a cappella. тексти канонічні (1996)
- «Богородице, Діво, радуйся». Для мішаного хору a cappella. Тексти канонічні(1998)
- «Босоніж по Землі». Кантата — триптих для дитячого хору на вірші М.Сингаївського (1984)
- «Зима». Кантата для дитячого хору на вірші Л. Костенко (1986)
- “У присмерку осінньої алеї” для мішаного хору, вірші М. Рильського (2014)
- «Любіть Україну» для мішаного хору, вірші В. Сосюри (2014)

### IV. Камерні твори великої форми:
- Сонати для фортепіано № 1 (1980)
- № 2 «Романтична елегія для домашнього музикування» (1993),
- № 3 «Piano-Gesang» (2008) https://soundcloud.com/igor-shcherbakov-1/igor-shcherbakov-piano-gesang
- «Еклога» для флейти та фортепіано (1982)
- Соната для скрипки та віолончелі (1984) https://soundcloud.com/igor-shcherbakov-1/i-gorshcherbakov-sonata-for-violiono-and-piano-1984
- «Agnus Dei». Для сопрано, 4-х флейт, ударних та органу (1996)
- «Канцона» для двох скрипок (1999) https://soundcloud.com/igor-shcherbakov-1/igor-shcherbakov-canzona-per-2vni
- «Баркарола» для двох фортепіано (2004) [2]
- «Дитячий альбом». Для фортепіано (2002)
- Музика до драматичних вистав (більш 20).
- П'єси для різних інструментів. Хори. Пісні для дітей.

## Джерело
- База даних МІЦ [недоступне посилання]
- База даних НСКУ [Архівовано 17 листопада 2015 у Wayback Machine.]